# 오봉 (전한)
오봉(五鳳)은 중국 전한(前漢) 선제(宣帝)의 다섯 번째 연호이다. 기원전 57년에서 기원전 54년까지 4년 동안 사용하였다.

## 연대대조표
| 오봉                | 원년        | 2년         | 3년         | 4년         |
| 서력                | 기원전 57년 | 기원전 56년 | 기원전 55년 | 기원전 54년 |
| 육십간지 (六十干支) | 갑자(甲子)  | 을축(乙丑)  | 병인(丙寅)  | 정묘(丁卯)  |

## 같이 보기
- 다른 왕조의 같은 연호
  - 손오(孫吳) 오봉(254년 ~ 256년)

- 중국의 연호

| 이전 연호 신작(神爵) | 중국의 연호 전한(前漢) | 다음 연호 감로(甘露) |